# Benny Benassi
Benassi, bedre kendt som Benny Benassi er en dance-producer fra Italien.